# Pieniny
De Pieniny is een berggebied in de woiwodschap Klein-Polen in het zuiden van Polen en de regio Prešov in het noorden van Slowakije. De Pieniny is een kalksteenmassief met kliffen en rotsen met door erosie diep uitgesleten kloven en het dal van de Dunajec. In het centrale deel staan drie markante toppen als een kroon boven op dit rotsmassief, Trzy Korony ("drie kronen").

## Onderverdeling
Het gebied kan in drie delen opgesplitst worden;
- Met in het westen de Pieniny Spiskie (Slowaaks: Spišské Pieniny), bij Niedzica. De hoogste top wordt gevormd door de Żar (879 m).
- Met in het midden de Centrale Pieniny (Pools: Pieniny Środkowe of Pieniny Właściwe; Slowaaks: Centrálne Pieniny). Dit deel wordt vaak wel kortweg als de Pieniny aangeduid. De hoogste top wordt gevormd door het bergmassief Trzy Korony (982 m).
- Met in het oosten de Kleine Pieniny (Slowaaks: Malé Pieniny; Pools: Małe Pieniny). Het hoogste punt wordt gevormd door de Vysoké Skalky (1.052 m). De Kleine Pieniny valt binnen Slowakije.

## Flora en fauna
Door de zeer afwisselende geologische structuren tref je er een grote variatie in bodemsoorten aan. Soms zijn die uitermate zuur, soms zeer kalkrijk. De bijbehorende vegetatie is daardoor zeer gevarieerd. Er komen zeer bijzondere relictsoorten uit de IJstijd voor zoals Dendranthema zawadskii, Juniperus sabina en zilverkruid (Dryas octopetala). Botanische hoogtepunten zijn ook soorten als muggenorchis, zwartkoren, de Turkse lelie (Lilium martagon) en Gladiolus imbricatus.
Ook de dierenwereld is gevarieerd, met soorten als geelbuikvuurpad (Bombina variegata), vuursalamander (Salamandra salamandra), zwarte ooievaar (Ciconia nigra), schreeuwarend (Clanga pomarina), zwarte specht (Dryocopus martius), withalsvliegenvanger (Ficedula albicollis), wild zwijn (Sus scrofa), edelhert (Cervus elaphus) en ree (Capreolus capreolus). Ook wolven (Canis lupus) en bruine beren (Ursus arctos) worden er soms waargenomen. Veel van deze diersoorten, te midden van anderen, worden beschermd binnen het Natura 2000-netwerk van de Europese Unie.

## Bescherming
Het grootste deel van dit berggebied valt onder het in 1969 opgerichte Nationaal Park Pieniny van Slowakije met een oppervlakte van 37,496 km², alsmede het gelijknamige, in 1932 opgerichte Nationaal Park Pieniny van Polen met een oppervlakte van 23,364 km².

## Toerisme
De Pieniny vormen een toeristische trekpleister vanwege de zuivere lucht, goede bereikbaarheid, de wandelmogelijkheden en de aanwezige minerale bronnen. Belangrijke toeristische plaatsen in de omgeving zijn Szczawnica en Krościenko nad Dunajcem. Een bijzondere attractie is de mogelijkheid om met vlotten over de rivier de Dunajec te varen.